# باتريشيا ليندوب
باتريشيا جويس ليندوب (بالإنجليزية: Patricia Lindop)‏ (1930 – 2018). عالمة بريطانية، وأستاذة بيولوجيا الإشعاع في جامعة لندن، قامت بتنظيم ما لا يقل عن 100 مؤتمر باجواش Pugwash Conferences التقى خلالها علماء وناشطون من مختلف أنحاء العالم لمناقشة جهود وسبل نزع السلاح النووي.

## حياتها المبكرة وعائلتها
ولدت باتريشيا ليندوب في 21 يونيو 1930، وهي الطفلة الثانية لإيليوت ليندوب ودوروثي جونز. كان والدها مهندساً يعمل لدى شركة شيل في الهند، وأسس بعد ذلك شركة توزيع وقود خاصة به. تلقت باتريشيا تعليمها في كلية مالفيرن للبنات في ورسيسترشاير، وهناك التقت بزوجها المستقبلي جيرالد باتون ريفيت إيسدال (توفي عام 1992)، والذي كان تلميذًاً في كلية البنين المجاورة، تزوج جيرالد وباتريشيا عام 1957 وأنجبا ابناً وابنة واحدة.

## العمل
كانت ليندوب واحدة من أوائل النساء اللائي حصلن على مقعد لدراسة الطب في كلية سانت بارتولوميو الطبية، والتي كانت ترفض قبول الطالبات حتى فرضت جامعة لندن عليها تغيير سياستها هذه. حصلت ليندوب على إجازة بالطب مع مرتبة الشرف الأولى، وبحلول عام 1954 كانت تزاول المهنة كطبيبة عامة، وبدأت في هذا الوقت تركيز اهتمامها على تأثيرات الإشعاع على جسم الإنسان، انتقلت بعدها للعمل مع الفيزيائي البولندي جوزيف روتبلت الذي حاز على جائزة نوبل عام (1995)، عمل حوزيف في جامعة لندن وأجرى تجارب على آلاف الفئران لتحديد تأثير الإشعاع على الكائنات الحية. ونشر مع ليندوب 40 ورقة بحثية حول هذا الموضوع.
عينت ليندوب لاحقاً أستاذةً لبيولوجيا الإشعاع في جامعة سانت بارتولوميو تكريماً لجهودها وأبحاثها في هذا المجال، ومع ذلك فقد واجهت معارضة كبيرة من قبل كثير من الرافضين لتعيين امرأة في هذا المنصب.
نظمت ليندوب أكثر من 100 مؤتمر باجواش Pugwash Conferences بالتعاون مع بعض العلماء الذين كانوا يعملون في مشروع مانهاتن لتطوير الأسلحة النووية خلال الحرب العالمية الثانية، والذين أصبحوا معارضين بشدة للتسلح النووي بعد رؤية الآثار المدمرة لقنبلتي هيروشيما وناغازاكي. وكانت ليندوب غالباً ما تعقد هذه المؤتمرات في منزلها في هامبستيد - لندن. ومنظمة باجواش هي منظمة دولية تحاول جمع علماء الدين والشخصيات العامة من أجل العمل على التقليل من مخاطر النزاعات المسلحة وإيجاد حلول لتهديدات الأمن العالمي، تم تأسيسها عام 1957 من قبل جوزيف روتبلت وبيرتراند راسل في باجواش بكندا، وذلك بعد نشر بيان راسل - أينشتاين عام 1955.
انتخبت ليندوب زميلة في الكلية الملكية للأطباء في عام 1977. وأصبحت رئيسة لشركة Thames Liquid Fuels منذ عام 1992.

## حياتها اللاحقة
أصيبت ليندوب باحتشاء دماغي في سن الخمسين، وهو الأمر الذي حدَّ كثيراً من حركتها وقدرتها على الكلام وأنهى عملها الأكاديمي بشكل فعلي، ثمَّ تعرضت لسكتة دماغية أكثر خطورة عام 1993 أدت لإصابتها بشلل كامل، وتوفيت في 1 فبراير 2018.